# Marie Antoinette (TV-serie)
Marie Antoinette är en fransk historisk och biografisk dramaserie som hade premiär den 29 december 2022. Serien vars första säsong som består av åtta avsnitt är skapad av Deborah Davis.

## Handling
Serien kretsar kring Marie Antoinette. Hon är knappt 14 år gammal när hon lämnar Österrike för att gifta sig med Frankrikes dauphin. Nu måste hon lära sig det franska hovets regler och bekämpa rykten som hotar henne.

## Rollista (i urval)
- Emilia Schüle - Marie Antoinette
- James Purefoy - Ludvig XV
- Louis Cunningham - Ludvig XVI
- Jack Archer
- Jasmine Blackborow
- Roxane Duran
- Marthe Keller - Maria Teresia av Österrike
- Gaia Weiss - Madame du Barry